# Ballet Clásico del Hospicio Cabañas
El Ballet Clásico del Hospicio Cabañas, con sede en la ciudad de Guadalajara, México, es una compañía de ballet que interpreta danza clásica.
Esta compañía se caracteriza por formar bailarines que egresan de la Escuela de ballet clásico del Hospicio Cabañas. El ballet es la tercera compañía de danza clásica en México, junto con el Ballet Nacional de México y el Ballet de Cámara de Jalisco, cuyas sedes son la Ciudad de México y Guadalajara, respectivamente.
- Datos: Q5717308